# Høje-Taastrup Gymnasium
Høje-Taastrup Gymnasium (forkortes HTG),  er et gymnasium beliggende i Høje-Taastrup (2630) med kort gåafstand til Høje-Taastrup Station. Gymnasiet har knap 650 elever fordelt på det almene gymnasium (stx) og hf. Gymnasiet udvidede sit udbud fra 9 studieretninger i 2016 til 15 i 2017.

## Studieretninger 2017
Naturvidenskab
- Science: Matematik (A), Fysik (B) og Kemi (B)
- Bioteknologi: Matematik (A), Bioteknologi (A) og Fysik (B)
- Geovidenskab: Matematik (A), Geovidenskab (A) og Kemi (B)
- Bioscience: Biologi (A) og Kemi (B)
Samfundsvidenskab
- Samfundsmatematisk: Samfundsfag (A) og Matematik (A)
- Samfundssproglig: Samfundsfag (A) og Engelsk (A)
Sproglig
- Det internationale samfund m/tysk: Engelsk (A), Tysk fortsættersprog (A) og Samfundsfag (B)
- Det internationale samfund m/fransk: Engelsk (A), Fransk fortsættersprog (A) og Samfundsfag (B)
- Sproglig m/latin: 
1) Engelsk (A), Tysk fortsættersprog (A) og Latin (C)
2) Engelsk (A), Fransk fortsættersprog (A) og Latin (C)
3) Engelsk (A), Spansk begyndersprog (A) og Latin (C)
- Supersproglig: Engelsk (A), Tysk fortsættersprog (A) og Samfundsfag (B)
Kunstnerisk
1) Musik (A) og Engelsk (A)
2) Musik (A) og Tysk fortsættersprog (A)
3) Musik (A) og Matematik (A)

## Beliggenhed, faciliteter og fysiske rammer
Høje-Taastrup Gymnasium er placeret i Høje-Taastrup vest for København. Bygningerne er tegnet af arkitekten Henning Larsen med store åbne rum.
Skolen kan nås på fem minutters gang fra Høje-Taastrup Station.

### Kantinen
Kantinen på Høje-Taastrup Gymnasium er opkaldt 'Den gyldne Mågens', som er en reference til gymnasiets tidligere rektor, Mogens Andersen. Kantinen bliver drevet af Catering by Mørkeberg & Toft.

### Idrætsfaciliteter
Høje-Taastrup Gymnasium har en idrætshal som fungerer som centrum for indendørs idrætsudøvelse. Her er det bl.a. en klatrevæg og en bouldervæg, samt airtrack og andre gymnastikredskaber. 
Udendørs har gymnasiet en multibane og en løbebane. 

#### Frivillig idræt
Der er frivillig idræt skoleåret rundt hos Høje-Taastrup Gymnasium. Dertil kan alle eleverne melde sig ind i HTG's løbeklub, klatreklub eller benytte gymnasiets fitnessrum.

### Bibliotek
Høje-Taastrup Gymnasium har et bibliotek med en tilknyttet bibliotekar. Bibliotekets selvbetjening er åbent alle dage i skoletiden. Biblioteket er indrettet med studiearbejdspladser.
Gymnasiets bibliotek samarbejder med Taastrup Bibliotekerne og kan derfor levere bøger, som ikke er i gymnasiets egen samling. Dertil er biblioteket udstyret med en samling af tidsskrifter og et arkiv med gamle litteraturanalyser. Eleverne har desuden adgang til flere netmedier, som gymnasiet har købt licens til.

### ASF-linjen
Høje-Taastrup Gymnasium var det første gymnasium i Danmark, som etablerede specialklasse for unge med diagnoser inden for ASF. Eleverne i ASF-klasserne går på en speciel studieretning og modtager undervisning i klasser med færre elever. I ASF-klasserne kan man kun vælge mellem 3 studieretninger: Science, Bioscience og Det internationale samfund m/tysk. De første elever fra ASF-linjen dimitterede fra Høje-Taastrup Gymnasium i 2010.